# Алан Рітчсон
Алан Майкл Рітчсон (англ. Alan Michael Ritchson; нар. 28 листопада 1982 року, Гранд-Форкс, Північна Дакота) — американський актор, співак і модель. Найбільш відомий за ролями Аквамена в серіалі «Таємниці Смолвіля», Блиску у фільмі «Голодні ігри: У вогні», Теда Касла в «Штат блакитна гора» та головній ролі в телесеріалі «Річер» (з 2022).

## Біографія
Рітчсон народився в Гранд-Форксі, штат Північна Дакота в сім'ї відставного службовця ВПС Девіда та шкільної вчительки Вікі. Середній із трьох братів, є старший брат Ерік і молодший Браян. У дитинстві його сім'я переїхала до Ранто, штат Іллінойс. У віці 10 років його сім'я обжилась в Найсвіллі, штат Флорида. Навчався в «Niceville High School», яку закінчив у 2002 році. Алан розпочав модельну кар'єру з роботи для каталогу «Abercrombie and Fitch»; також рекламував спідню білизну для сайту internationaljock.com.

## Кар'єра
У 2008 році розпочав роботу на Лос-Анджелеському агентстві «Vision Model Management» та взяв участь у рекламі еротичної білизни «N2N Bodywear». На початок 2009 року Рітчсон закінчив працювати на «Abercrombie and Fitch».
З'явився у шоу талантів «Американський ідол», де посів 87 позицію у списку найкращих учасників третього сезону, перш ніж він вирушив до Голлівуду. Алан заробив схвалення Поли Абдул, виконавши стриптиз.
Телевізійна кар'єра почалася з ролі Артура Каррі (він же супер-герой Аквамен) у серіалі «Таємниці Смолвіля» (перша поява персонажа не в мультфільмі), і невеликий ролі військового у фільмі «Hallmark Channel» 2006 року, «Хоча зі мною ніхто не йде», в якому знялася Шеріл Ледд. Також він зіграв Лусіана Мане у фільмі каналу «Lifetime» 2009 року, «Прокляті води». З'явившись у кількох епізодах серіалу «Таємниці Смолвіля», Алан озвучив Аквамена у мультфільмі «Ліга справедливості: Новий бар'єр». Крім того, він з'явився у фінальному десятому сезоні «Таємниць Смолвіля».
Рітчсон знявся у фільмах «М'ясник» (2006) та «Парилка» (2007), а також зіграв епізодичну роль у комедії «Запали цього літа!»(2009), в якій зіграла головну роль Анна-Лінн МакКорд — зірка серіалу «90210: Нове покоління», у кількох епізодах 3 сезону (2011) якого знявся Алан. Алан зіграв Тріппа — коханця Тедді Монтгомері, персонажа Тревора Донована.
У 2007 році режисер Роберт Земекіс вибрав Алана як модель для створення 3D-версії головного персонажа фільму «Беовульф». Під час роботи над фільмом датчики кріпилися на тіло Рітчсона, передаючи будову його тіла та руху. Однак у фільмі була використана міміка та діалоги у виконанні актора Рея Вінстона.
Наприкінці 2005 року актор з'явився у російській рекламі жуйки «Орбіт». У 2009 році актор з'явився в третьому сезоні серіалу «Тяжкий випадок», зігравши стриптизера. На даний момент актор грає одну з головних ролей шоу каналу Spike TV, «Штат Блакитна Гора» в ролі молодшекурсника, члена футбольної команди коледжу. Крім того, Рітчсон з'явився в 19 епізоді 8 сезону шоу «CSI: Місце злочину у Маямі».

## Особисте життя
У травні 2006 року одружився з Кетрін Рітчсон. У пари є троє синів: Кейлем (2012), Едан (2014) та Ейморі Трістан (06.12.2015).

## Фільмографія
| Рік       |    | Українська назва                       | Оригінальна назва                                                            | Роль                                                                 |
| --------- | -- | -------------------------------------- | ---------------------------------------------------------------------------- | -------------------------------------------------------------------- |
| 2005—2010 | с  | Таємниці Смолвіля                      | Smallville                                                                   | Артур Каррі / Аквамен                                                |
| 2006      | мс | Чудо-звірята                           | Wonder Pets!                                                                 | Крис                                                                 |
| 2006      | тф | Хоча зі мною ніхто не йде              | Though None Go with Me                                                       | офіцер                                                               |
| 2006      | ф  | М'ясник                                | The Butcher                                                                  | Марк                                                                 |
| 2007      | ф  | Парилка                                | Steam                                                                        | Рой                                                                  |
| 2007      | вг | —                                      | Beowulf                                                                      | Беовульф                                                             |
| 2008      | мф | Ліга справедливості: Новий бар'ер      | Justice League: The New Frontier                                             | Аквамен                                                              |
| 2008      | ф  | Рекс                                   | Rex                                                                          | Чейз                                                                 |
| 2009      | ф  | Запали этим летом!                     | Fired Up!                                                                    | Брюс                                                                 |
| 2009      | тф | Прокляті води                          | Midnight Bayou                                                               | Лучіан Мане                                                          |
| 2009      | с  | Тяжкий випадок                         | Head Case                                                                    | н/д                                                                  |
| 2010      | с  | C.S.I.: Місце злочину у Маямі          | CSI: Miami                                                                   | Пол Арнетт                                                           |
| 2010—2011 | с  | Штат Блакитна Гора                     | Blue Mountain State                                                          | Тед Касл                                                             |
| 2011      | с  | 90210: Нове покоління                  | 90210                                                                        | Тріпп Віллінсон                                                      |
| 2011      | кф | —                                      | Prattle: Your Words Are Empty and So Is Your Heart (Now in Black and White!) | Н/Д                                                                  |
| 2012      | с  | Шоу Фреда                              | Fred: The Show                                                               | протермінована корова                                                |
| 2013      | с  | Гаваї 5.0                              | Hawaii Five-0                                                                | Фредді Харт                                                          |
| 2013      | с  | —                                      | Don’t Talk in the Kitchen Presents                                           | актор                                                                |
| 2013      | ф  | Голодні ігри: У вогні                  | The Hunger Games: Catching Fire                                              | Блиск                                                                |
| 2013      | с  | Супер веселый вечір                    | Super Fun Night                                                              | Джейсон                                                              |
| 2014      | с  | Бунтарі                                | The Rebels                                                                   | Тайлер Стоклі                                                        |
| 2014      | ф  | Черепашки-ніндзя                       | Teenage Mutant Ninja Turtles                                                 | Рафаель                                                              |
| 2014      | с  | —                                      | Holloway Heights                                                             | Джеймс                                                               |
| 2014      | с  | Новенька                               | New Girl                                                                     | Мэтт                                                                 |
| 2014      | кф | —                                      | Alpha Chow                                                                   | Кент Росс                                                            |
| 2015      | ф  | Шафер напрокат                         | The Wedding Ringer                                                           | Кіп / Кер'ю                                                          |
| 2015      | с  | Трудоголіки                            | Workaholics                                                                  | Торпі                                                                |
| 2015      | ф  | Лазерна команда                        | Lazer Team                                                                   | Адам                                                                 |
| 2016      | ф  | Штат Блакитна Гора: Повстання Тадленда | Blue Mountain State: The Rise of Thadland                                    | Тед Касл                                                             |
| 2016      | ф  | Черепашки-ніндзя 2                     | Teenage Mutant Ninja Turtles: Out of the Shadows                             | Рафаель                                                              |
| 2016      | с  | Чорне дзеркало                         | Black Mirror                                                                 | Пол                                                                  |
| 2017      | с  | Криваві перегони                       | Blood Drive                                                                  | Артур Бейлі                                                          |
| 2017      | кф | —                                      | Tree House Time Machine                                                      | Джейсон                                                              |
| 2018      | с  | Алекса і Кеті                          | Alexa & Katie                                                                | Роббі                                                                |
| 2018      | ф  | Офісне свавілля                        | Office Uprising                                                              | Боб                                                                  |
| 2018—2021 | с  | Титани                                 | Titans                                                                       | Хенк Холл / Яструб                                                   |
| 2019      | с  | Бруклін 9-9                            | Brooklyn Nine-Nine                                                           | Скаллі в молодості                                                   |
| 2019      | ф  | Над тінню                              | Above the Shadows                                                            | Шейн                                                                 |
| 2019      | ф  | Кубок індички                          | The Turkey Bowl                                                              | Ронні Бест                                                           |
| 2019      | с  | Супердівчина                           | Supergirl                                                                    | Хэнк Холл / Яструб                                                   |
| 2020      | с  | Легенди завтрашнього дня               | Legends of Tomorrow                                                          | в епізоді Crisis on Infinite Earths: Part Five; не вказаний у титрах |
| 2020      | ф  | Привиди війни                          | Ghosts of War                                                                | Бутчі                                                                |
| 2021      | ф  | Цикада 3301: Квест для хакера          | Dark Web: Cicada 3301                                                        | агент Карвер                                                         |
| 2022—-    | с  | Річер                                  | Reacher                                                                      | Джек Річер                                                           |
| 2023      | ф  | Форсаж 10                              | Fast X                                                                       | Еймс                                                                 |
| 2024      | ф  | Міністерство неджентльменської війни   | The Ministry of Ungentlemanly Warfare                                        | Андерс Лассен                                                        |

## Дискографія
- This Is Next Time (2006)[12]